# Kambodja vid världsmästerskapen i simsport 2024
Kambodja tävlade vid världsmästerskapen i simsport 2024 i Doha i Qatar mellan den 2 och 18 februari 2024. Kambodja hade en trupp på tre idrottare, varav en kvinna och två män.

## Tävlande per sport
Följande är en lista över antalet tävlande per sport.
| Sport   | Herrar | Damer | Totalt |
| ------- | ------ | ----- | ------ |
| Simning | 2      | 1     | 3      |
| Totalt  | 2      | 1     | 3      |

## Simning
Herrar
| Idrottare               | Gren           | Heat  | Heat      | Semifinal        | Semifinal        | Final            | Final            |
| Idrottare               | Gren           | Tid   | Placering | Tid              | Placering        | Tid              | Placering        |
| ----------------------- | -------------- | ----- | --------- | ---------------- | ---------------- | ---------------- | ---------------- |
| Antoine De Lapparent    | 50 m frisim    | 24,14 | 64        | Gick inte vidare | Gick inte vidare | Gick inte vidare | Gick inte vidare |
| Antoine De Lapparent    | 50 m ryggsim   | 27,93 | 40        | Gick inte vidare | Gick inte vidare | Gick inte vidare | Gick inte vidare |
| Montross Phansovannarun | 100 m frisim   | 55,48 | 90        | Gick inte vidare | Gick inte vidare | Gick inte vidare | Gick inte vidare |
| Montross Phansovannarun | 50 m fjärilsim | 26,93 | 50        | Gick inte vidare | Gick inte vidare | Gick inte vidare | Gick inte vidare |

Damer
| Idrottare          | Gren          | Heat    | Heat      | Semifinal        | Semifinal        | Final            | Final            |
| Idrottare          | Gren          | Tid     | Placering | Tid              | Placering        | Tid              | Placering        |
| ------------------ | ------------- | ------- | --------- | ---------------- | ---------------- | ---------------- | ---------------- |
| Chanchakriya Kheun | 50 m ryggsim  | 31,18   | 44        | Gick inte vidare | Gick inte vidare | Gick inte vidare | Gick inte vidare |
| Chanchakriya Kheun | 100 m ryggsim | 1.09,31 | 49        | Gick inte vidare | Gick inte vidare | Gick inte vidare | Gick inte vidare |